# Volcà de Claperols
El Volcà de Claperols és un volcà situat al municipi de Sant Joan les Fonts, a la comarca catalana de la Garrotxa.